# Gemeinsame Bildungskommission
Im Jahre 1990 verfolgten die damalige Regierung Kohl und die Regierung de Maizière das politische Ziel, die beiden Bildungssysteme der Bundesrepublik Deutschland und der Deutschen Demokratischen Republik zusammenzuführen. Hierzu wurde eine Gemeinsame Bildungskommission auf Ministerebene gebildet. Deren konstituierende Sitzung fand am 16. Mai 1990 in Bonn statt, es folgten weitere Sitzungen am 21. Juni 1990 in Berlin und am 26. September 1990 erneut in Bonn. Als Arbeitsergebnisse entstanden Empfehlungen, deren Eckpunkte auch in den Einigungsvertrag eingeflossen sind sowie anderweitig politisch und praktisch umgesetzt wurden.

## Konstituierende Sitzung am 16. Mai 1990 in Bonn
Das politische Ziel der Gemeinsamen Bildungskommission bestand darin, die Zusammenarbeit zwischen der Bundesrepublik Deutschland und der Deutschen Demokratischen Republik (DDR) auf dem Gebiet Bildung und Wissenschaft voranzubringen und eine Zusammenführung der beiden Bildungssysteme auf dem Wege der deutschen Einheit vorzubereiten.
Die Delegation der Bundesrepublik wurde vom Bundesminister für Bildung und Wissenschaft Jürgen W. Möllemann und von der Präsidentin der Kultusministerkonferenz, Ministerin Eva Rühmkorf geleitet. Die Delegation der DDR leitete der Minister für Bildung und Wissenschaft Hans Joachim Meyer.

I.	Delegation der DDR
1.	Minister Hans Joachim Meyer
2.	Staatssekretär Dieter Reiher
3.	Eberhard Kallenbach, geschäftsführender stellvertretender Minister für den Bereich Hochschulen
4.	Horst Danzmann, geschäftsführender stellvertretender Minister für den Bereich Fachschulen
5. Frank Eveslage, Leiter des Bereichs Ökonomie
6.	Rainer Weidmann, Leiter des Bereichs Lehrkörper
7.	Dagmar Klimpel, Persönliche Referentin des Ministers
8.	Petra Münch, Mitarbeiterin der Internationalen Abteilung
9.	Manfred Weißfinger, Pressesprecher
10. Horst Neubauer, Botschafter der DDR und Leiter der Ständigen Vertretung in Bonn

II.	BMBW/Länder-Vertreter in der Bildungskommission
1.	Bundesminister Jürgen W. Möllemann
2.	Parlamentarischer Staatssekretär Norbert Lammert
3.	Staatssekretär Fritz Schaumann
4.	Staatssekretär Walter Priesnitz, BMBW
5.	Minister Eva Rühmkorf, Präsidentin der Kultusministerkonferenz
6.	Staatsminister Georg Gölter
7.	Senatorin Barbara Riedmüller-Seel i. V. von Diether Breitenbach
8.	Staatsminister Hans Zehetmair

III.	Weitere Teilnehmer
Länder/KMK
1.	MinDirig Knauss, Vorsitzender des Schulausschusses der KMK, Bayerisches Staatsministerium für Unterricht und Kultus
2.	MinDirig Joachim Schulz-Hardt, Generalsekretär der KMK
3.	SenDirig Hermann Hildebrand, Ständiger Vertreter der GS der KMK
BMBW
4.	MinDirig Ewald Giese, Abteilungsleiter Allgemeine Angelegenheiten der Bildungspolitik
5.	MinDirig Alfred Hardenacke, Abteilungsleiter Berufliche Bildung
6.	Min Dirig Peter Dallinger, Abteilungsleiter Hochschulen/Wissenschaftspolitik
7.	MinDirig Karsten Brenner, Unterabteilungsleiter, Internationales, Innerdeutsche Beziehungen, DV, Statistik
8.	MinR Hans Rainer Friedrich, Leiter Ministerbüro
9.	Jürgen Böckling, Referatsleiter Presse und Öffentlichkeitsarbeit
10.	RD Uta Paffhausen V. da Cruz, Referatsleiterin, Innerdeutsche Beziehungen
11. Günter Haas, Referat Innerdeutsche Beziehungen.

Als Aufgabe der Bildungskommission wurde definiert, die Zusammenarbeit bis zur Herstellung der deutschen Einheit zu erörtern und zu koordinieren. Zur Struktur und Arbeitsweise ihrer Untergremien wurde Einvernehmen erreicht.  Hiernach gehörten der Kommission je acht Vertreter beider Staaten an. Auf Seiten der Bundesrepublik waren dies je vier Vertreter des Bundes und der Länder. Es wurde Übereinstimmung erzielt, dass die DDR nach Wiedereinführung der Ländergliederung ebenfalls Ländervertreter in die Kommission entsenden wird.
In vier Unterkommissionen sollten die Schwerpunkte der Bildungs- und Wissenschaftspolitik behandelt werden:
- Allgemeine schulische Bildung
- schulische und betriebliche Berufsbildung
- Hochschule/Wissenschaft
- Weiterbildung.

Den Unterkommissionen wurden Experten zugeordnet als Vertreter der Sozialpartner, der Hochschulen und Wissenschaftsorganisationen sowie der Verbände und Kirchen. Weiterhin wurden Expertengruppen zu übergreifenden Bereichen gebildet: Ausbildungsförderung, Bildungsstatistik und Bibliothekswesen.
Für die Bildungskommission und ihre Untergruppen wurden folgende Aufgaben herausgearbeitet:
- Gegenseitige Information über das jeweilige Bildungswesen (Bestandsaufnahme, Datenaustausch) sowie über eingeleitete oder geplante Reformen
- Erörterung bildungspolitischer und bildungsplanerischer Perspektiven und Aufgaben einschließlich sozialer Aspekte
- Leitlinien für schrittweise Zusammenfügung der Bildungssysteme unter Berücksichtigung der EG-Rahmenbedingungen sowie der europäischen und internationalen Kooperation
- Strukturfragen einschließlich sozialer Aspekte und Fragen der Rechtsangleichung
- Erörterung von Fragen der Mobilität, der Ausbildungsförderung und der Anerkennung von Bildungsleistungen und Bildungsabschlüssen sowie des Zugangs zu Bildungseinrichtungen und Ausbildungsgängen
- Erörterung gezielter Unterstützungsmaßnahmen bei der Erneuerung des Bildungswesens der DDR
- Erörterung von Kooperations- und Austauschprogrammen.

## Zweite Sitzung am 21. Juni 1990 in Berlin
Die Delegation der Bundesrepublik wurde vom Bundesminister für Bildung und Wissenschaft Jürgen W. Möllemann und von der stellvertretenden Präsidentin der Ständigen Konferenz der Kultusminister der Länder, Senatorin Sybille Volkholz geleitet. Die Delegation der DDR leitete der Minister für Bildung und Wissenschaft Hans Joachim Meyer.
Minister Meyer informierte über die neuesten Entwicklungen im Bildungswesen der DDR, insbesondere über den begonnenen weitreichenden Demokratisierungsprozess. Das künftige Bildungswesen wird auch hier weitgehend föderal – wie in der Bundesrepublik – strukturiert sein.
Bundesminister Möllemann und Senatorin Volkholz unterstrichen die Bereitschaft des Bundes und der Länder, die DDR in ihren Reformanstrengungen zu unterstützen. Dabei verwiesen sie auf die bereits laufenden Projekte und Initiativen des Bundes und der Länder sowie die Zusammenarbeit von Bildungs- und Forschungseinrichtungen.
Die Bildungskommission befasste sich mit der schwierigen Finanzsituation des Ministeriums für Bildung und Wissenschaft der DDR, wie sie von Minister Meyer dargelegt wurde. Die Kommission bekräftigte ihre Auffassung, dass auch künftig in der DDR jedem entsprechend seiner Neigung, Eignung und Leistung entsprechende Aus- und Weiterbildungsmöglichkeiten offenstehen und hierfür die erforderlichen Mittel bereitgestellt werden müssen. Zur Ausbildungsförderung hat die Bildungskommission ihre entsprechende Expertengruppe beauftragt, Vorschläge für eine gesetzliche Neuregelung der Ausbildungsförderung in der DDR auszuarbeiten, die unter Berücksichtigung von bestehenden Besonderheiten weitgehend dem Bundesausbildungsförderungsgesetz (Bafög) entsprechen und ab 1. April 1991 in Kraft treten sollte.
Die Bildungskommission erzielte Übereinstimmung über die Notwendigkeit, den jungen Menschen im erwerbsfähigen Alter in der DDR adäquate berufliche Aus- und Weiterbildungsmöglichkeiten zu eröffnen, die den neuartigen Anforderungen des Arbeitsmarktes unter marktwirtschaftlichen Bedingungen entsprechen.
Weiterhin stellte die Kommission heraus, dass die allgemeine Weiterbildung infolge der raschen Veränderungen im politischen, gesellschaftlichen und technischen Bereich zu einer großen bildungspolitischen Herausforderung für die nächsten Jahre wird. Daraus erwächst kurzfristig in der DDR die Notwendigkeit, den Bürgern im erwerbsfähigen Alter entsprechende alternative Weiterbildungsmöglichkeiten zu eröffnen. Hieraus folgt die notwendige Sicherstellung ausreichender und qualifizierter Kapazitäten der Weiterbildung, insbesondere der Übergangsfinanzierung für die Überführung erhaltenswerter Kapazitäten der Weiterbildung in neue Trägerschaften durch Umwandlung und Neugründung sowie Qualifizierung der Beschäftigten in der Weiterbildung.
Die Bildungskommission beauftragte ihre Unterkommissionen und Expertengruppen, die begonnenen Arbeiten zügig fortzusetzen und konkrete Vorschläge zu erarbeiten, um eine möglichst harmonische Zusammenführung der beiden Bildungs- und Wissenschaftssysteme zu ermöglichen. Die Minister bekräftigten ihre Absicht, sich gegenseitig an Sitzungen wichtiger Gremien zu beteiligen und zu allen Gremien der KMK auch Vertreter der DDR einzuladen.

## Dritte und abschließende Sitzung am 26. September 1990 in Bonn
Die Delegation der Bundesrepublik wurde von Staatssekretär Fritz Schaumann in Vertretung von Bundesminister für Bildung und Wissenschaft und von der Präsidentin der Ständigen Konferenz der Kultusminister der Länder, Ministerin Marianne Tidick geleitet. Die Delegation der DDR leitete wiederum der Minister für Bildung und Wissenschaft Hans Joachim Meyer.
Die Bildungskommission stellte übereinstimmend fest, dass das Bildungswesen künftig einen wesentlichen Beitrag zum politischen, wirtschaftlichen und gesellschaftlichen Erneuerungsprozess in den fünf beitretenden Ländern sowie für den deutschen Einigungsprozess insgesamt leisten muss. Sie stimmte darin überein, dass man auf diesem Wege bereits wesentliche Schritte vorangekommen sei und dass es Aufgabe der neu entstehenden Länder ist, diesen Prozess konsequent fortzusetzen. Die Reformbemühungen der DDR wurden von Bund und Ländern fachlich und finanziell unterstützt, hinzugekommen sind Hilfen von privater Seite aus der Bundesrepublik.
Für die allgemeine Bildung hat die Kommission Empfehlungen zur Neugestaltung des allgemeinbildenden Schulwesens in den neuen Ländern verabschiedet. Darin wurde festgestellt, dass das Prinzip der Kulturhoheit der Länder von grundlegender Bedeutung beim Zusammenwachsen der beiden Bildungssysteme ist. Durch die Entwicklung einer vergleichbaren Grundstruktur für das Schulwesen werden wesentliche Voraussetzungen für eine Freizügigkeit im Bildungswesen geschaffen. Grundlage dafür sind gemäß Artikel 37 des Einigungsvertrages das Hamburger Abkommen der Länder zur Vereinheitlichung auf dem Gebiet des Schulwesens sowie weitere Vereinbarungen der Kultusministerkonferenz.
Die Bildungskommission unterstützte in der beruflichen Bildung die schnellstmögliche Einführung des Ordnungsrahmens der Bundesrepublik für Berufsbildung (Berufsbildungsgesetz, Handwerksordnung, Berufsschulgesetz, Ausbildungsordnungen und Rahmenlehrpläne). Die Einführung erfolgte bereits zum 1. September 1990, womit die Basis für den Reformprozess in der beruflichen Bildung geschaffen wurde. Mit Unterstützung von Bund und Ländern wurden umfassende Qualifizierungsmaßnahmen für das Personal in der beruflichen Bildung (Ausbilder, Berufsschullehrer, Weiterbildner) eingeleitet. Die Bundesregierung hat die Versorgung mit Informationsmaterialien, Ausbildungsordnungen und Rahmenlehrplänen sichergestellt und Maßnahmen für die Unterbringung von Jugendlichen ergriffen, die im Herbst 1990 entweder keinen Ausbildungsplatz erhalten haben oder deren Lehrverträge gelöst wurden.
Zur Schaffung einer gesamtdeutschen Wissenschafts- und Forschungslandschaft wurde im Bereich Hochschule und Wissenschaft Einvernehmen erzielt, den Wissenschaftsrat mit einer umfassenden Bestandsaufnahme der Wissenschafts- und Forschungslandschaft in der DDR zu betrauen, in die alle Ausbildungs- und Forschungseinrichtungen einbezogen werden. Sie soll Grundlage für Empfehlungen des Wissenschaftsrats zur Struktur der Wissenschafts- und Forschungslandschaft in der DDR, zur Einordnung der Einrichtungen und Institutionen in diese Struktur sowie zum Ausbau der Einrichtungen sein.
Die Hochschulen in den neu hinzutretenden Ländern werden sich im Rahmen der vorhandenen Kapazitäten – auch für Bewerber aus der Bundesrepublik – weiter öffnen, wobei die Kapazitätsbemessung nicht mehr von Parametern wie Wohnheim- und Mensaplätzen abhängig gemacht werden soll.
Der Geltungsbereich des Hochschulbauförderungsgesetzes soll auf das Gebiet der neu hinzutretenden Länder ausgeweitet werden sowie eine Ausweitung der Zuständigkeitsbereiche von Einrichtungen der Bundesrepublik erfolgen (u. a. Wissenschaftsrat, Deutsche Forschungsgemeinschaft, Deutscher Akademischer Austauschdienst, HIS-GmbH, Begabtenförderungswerke usw.). Die Bildungskommission sieht die rasche Fortführung der Arbeit in den vorhandenen Gremien als dringlich an, angesichts der baulichen Substanz und der Ausstattung der Hochschulen in den neuen Ländern, die z. T. weitgehender Verbesserungen bedürfen. Eine Reihe bedeutender Fachrichtungen muss inhaltlich umgestaltet bzw. in großen Bereichen weiterentwickelt werden.
Die Weiterbildung hat nach Auffassung der Kommission einen wesentlichen Beitrag zur Förderung der beruflichen Qualifizierung und des Demokratieverständnisses zu leisten. Angesichts des großen Bedarfs bei den Bürgern in den neuen Ländern hält die Kommission ausreichende Weiterbildungskapazitäten für erforderlich und hat sich deshalb insbesondere mit der Überführung erhaltenswerter Einrichtungen in neue Trägerstrukturen und mit der Umwandlung und Neugründung von Trägern der Weiterbildung befasst.
Für eine gesetzliche Neuregelung der Ausbildungsförderung in der DDR sind Vorschläge erarbeitet worden. Auf der Grundlage dieser Vorschläge ist in den Anlagen I und II des Einigungsvertrages geregelt worden, mit welchen Modifikationen das BAföG am 1. Januar 1991 in den neu gebildeten Ländern in Kraft tritt bzw. welche Vorschriften des Stipendienrechts der bisherigen DDR bis dahin fortgelten.
Wichtige Perspektiven für die einzelnen Bereiche des Bildungswesens in den neuen Ländern hat die Kommission mit ihren Vorschlägen für den Einigungsvertrag erreicht:
- Im Schulwesen sind die bei der Neugestaltung erforderlichen Regelungen von den fünf neuen Ländern eigenständig zu treffen. Die notwendigen Regelungen zur Anerkennung von Abschlüssen schulrechtlicher Art werden in der Kultusministerkonferenz vereinbart. In beiden Fällen sind das „Hamburger Abkommen“ und die weiteren einschlägigen Vereinbarungen der Kultusministerkonferenz als Grundlage anzusehen.
- Im Bereich der beruflichen Bildung ist eine qualifizierte Ausbildung für alle jungen Menschen zu gewährleisten und damit auch ihre Wettbewerbsfähigkeit auf dem Arbeitsmarkt zu sichern. Für die berufliche Weiterbildung junger Erwachsener, die eine Ausbildung nach der Systematik der Facharbeiter-Berufe der DDR absolviert haben und zusätzlich einen Abschluss in einem damit verwandten anerkannten Ausbildungsberuf nach dem Berufsbildungsgesetz oder der Handwerksordnung erwerben wollen, sollen Betriebe, zuständige Stellen und Träger sonstiger Bildungseinrichtungen entsprechende Maßnahmen entwickeln und anbieten.
- Im Hochschulbereich geht es insbesondere um die Freiheit und Pluralität von Lehre und Forschung. Wichtigste Voraussetzungen dafür sind die Hochschulautonomie, die weitere Öffnung des Zugangs zum Studium und zur wissenschaftlichen Tätigkeit sowie größere Selbständigkeit und Eigenverantwortlichkeit der Hochschullehrer, Forscher und Studenten. Die Hochschulforschung muss insgesamt gestärkt werden.
- Demokratie und soziale Marktwirtschaft machen in den beitretenden Ländern die Weiterbildung in einer erweiterten Dimension erforderlich. Die Bildungsinhalte, wie sie für eine aktive Gestaltung der neuen Gesellschafts- und Wirtschaftsordnung erforderlich sind, müssen möglichst umgehend vielen Bürgern vermittelt werden und das gegenseitige Kennenlernen fördern sowie die gemeinsame Gestaltung der Zukunft in einem vereinigten Deutschland ermöglichen.
- Im Einigungsvertrag ist gemäß Empfehlung der Kommission die Einbeziehung der fünf neuen Länder in die gemeinsame Bildungsplanung und Forschungsförderung von Bund und Ländern vorgesehen. Bund und Länder der Bundesrepublik werden die neuen Länder bei ihrer Reform von Bildung und Wissenschaft und beim Aufbau der neuen Länderverwaltungen sowie beim Verwaltungsvollzug unterstützen.

Abschließend stellte die Gemeinsame Bildungskommission fest, dass sie in der kurzen Zeit ihrer Arbeit wichtige Empfehlungen als Voraussetzung und Orientierungshilfe für das Zusammenführen beider Bildungssysteme erarbeitet hat, womit ein Beitrag für die deutsche Wiedervereinigung geleistet wurde. Ergebnisse der Kommission sind auch in den Einigungsvertrag, Artikel 37 (Bildung) und Artikel 38 (Wissenschaft und Forschung) eingeflossen. Die „Kultusministerkonferenz“ und die „Bund-Länder-Kommission für Bildungsplanung und Forschungsförderung“ als künftige gemeinsame Gremien wurden aufgerufen, ihre Arbeit für ein gemeinsames Bildungswesen fortzusetzen.